# 文祠镇
文祠镇是中华人民共和国广东省潮州市潮安县下的鎮级行政單位，距離潮州市12公里，位於潮安县東面，東接饶平县、西接归湖镇、南鄰湘桥区、北接凤凰镇。面積為73.2平方公里。辖下設22个村委会及1个居委会。北宋至清初，属海阳郡登瀛都管治。民国期间称登荣都，1914年后改为潮安县登荣区，1930年与意溪合并改屬荣意区。1946年，改属登荣乡。1949年再与意溪合并称荣意区。1952年拆三区，文祠建政为文祠区。1958年，再与意溪并置意溪人民公社。1961年，分拆成立公社。1980年改称文祠公社管理委员会。1983年改置文祠区公所，直至1987年正式建文祠镇。

## 行政区划
下辖以下地区：
文祠社区、石坑村、东社村、竹园村、李工坑村、如意溪村、坪坑村、西社村、石柱坑村、小行村、赤内村、下赤村、上赤村、赤水村、坑美村、南社村、河塘村、银潭村、新北村、楠木翁村、楠木村、望岭村和中社村。

## 外部連結
- 文祠镇人民政府公众网